# Hydro 2
Hydro 2 The deep end ("The 39th album of psychotronic Music composed by Michel Huygen") is een studioalbum van Michel Huygen. Huygen gaf het in 2011 uit onder zijn artiestennaam/groepsnaam Neuronium. Het album is het vervolg op Hydro uit 2000. Volgens Huygen was dat een van zijn succesvolste albums uit de reeks (er zouden 150.000 exemplaren van verkocht zijn) en werd het dus tijd voor een opvolger. Motto van het album: Music for the deepest wellness and peace oif mind.... Het album is opgenomen in de eigen Neuronium geluidsstudio in Barcelona. De klankkleuren zijn gerelateerd aan water; de muziek is dromerig, romantisch en statig. Het album werd uitgebracht op het platenlabel Oniria Records, vernoemd naar Huygens album Oniria.

## Musici
- Michel Huygen – synthesizers, elektronica

## Muziek
Alle van Huygen

| Nr. | Titel                | Duur  |
| --- | -------------------- | ----- |
| 1.  | Deep diving          | 4:40  |
| 2.  | Coralina             | 2:50  |
| 3.  | Cold flows           | 6:31  |
| 4.  | Discovery            | 5:03  |
| 5.  | Neptuania            | 4:11  |
| 6.  | Unexpected creatures | 10:50 |
| 7.  | Fluorescence         | 16:58 |